# Серебренников, Иван Иннокентьевич
Ива́н Инноке́нтьевич Сере́бренников (14 [26] июля 1882, с. Знаменское, Иркутская губерния — 19 июня 1953, Тяньцзинь, Китай) — учёный-сибиревед, писатель, журналист, сибирский областник, деятель Восточно-Сибирского отдела Русского географического общества, общественно-политический деятель Сибирской республики, Российского государства и белой эмиграции.

## Биография
Родился в старожильческой крестьянской семье. В 1901 г. окончил полный курс Иркутской гимназии с серебряной медалью. Поступил в Военно-медицинскую академию, но оставил учёбу после первого курса и вернулся в Иркутск, где весной 1902 г. стал одним из первых членов местного комитета РСДРП. В январе 1905 г. участвует в попытке освобождения «романовцев», но был арестован и несколько месяцев провел в заключении. В конце 1905 г. выслан за пределы Иркутской губернии и перебрался в Санкт-Петербург, где готовился к поступлению в университет, но вновь был арестован по делу о «военно-писарском союзе» и приговорён к ссылке в Вологодскую губернию. Чтобы не отбывать её перешёл на нелегальное положение и вернулся в Иркутск. В 1909 г. последний раз подвергался кратковременному аресту, в 1911 г. покинул РСДРП.
В 1913—1917 годах работал секретарём городской думы в Иркутске. Активно занимается историей и этнографией Сибири, участвует в работе Восточно-Сибирского отдела Императорского русского географического общества и в 1915—1919 являлся его правителем. В 1914—1917 гг. был членом иркутского комитета Всероссийского союза городов, членом распорядительного комитета Иркутской губернской архивной комиссии, членом Общества вспомоществования учащимся-бурятам, членом губернского кустарного комитета, членом Общества деятелей периодической печати и литературы, а также ответственным секретарём Иркутского заводского совещания, отвечавшего за снабжение действующей армии в пределах Восточной Сибири. За счёт личных качеств и знакомства с предпринимательскими и кооперативными кругами завоевал широкие популярность и авторитет в масштабе всей Сибири. Был одним из первых специалистов в Сибири, занявшихся проблемой учета и реставрации памятников старины (церквей, старинных домов). Занимался изучением кустарных промыслов Иркутской губернии и коренных этносов Сибири, прежде всего — бурят. Участвовал в одной из экспедиций, предпринятых для изыскания железнодорожного пути от Транссиба к Бодайбо и в 1916 г. отстаивал проект строительства «БАМа» вдоль Лены.

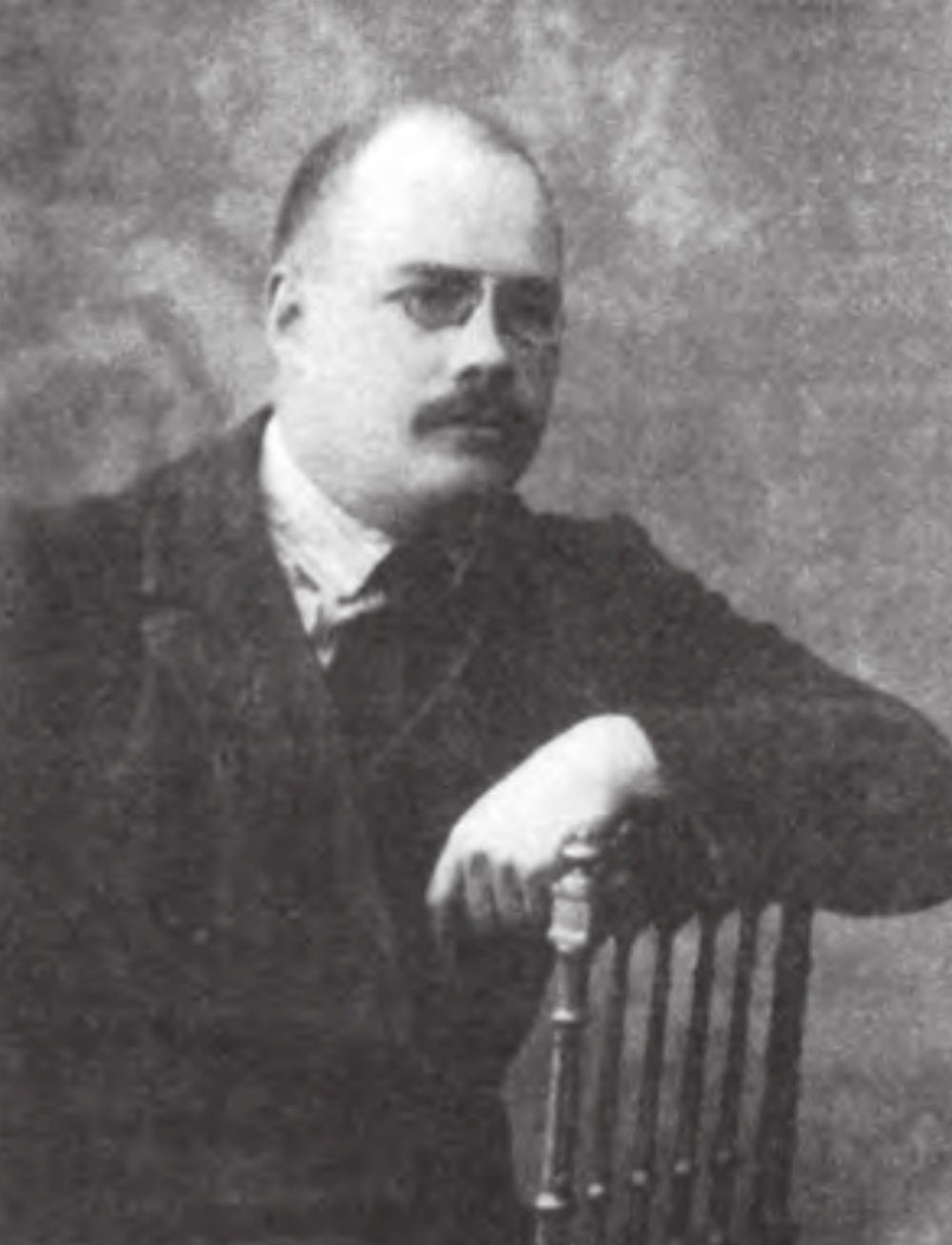

Первую мировую войну встретил с оптимизмом, однако уже к сентябрю 1914 г. стал ощущать безысходность складывающегося положения. В октябре—ноябре 1914 г. организует в Иркутске экспозицию «Музей войны 1914 года» с 625-ю экспонатами, в январе—феврале 1915 г. организовал в Музее ВСОИРГО популярную выставку «Война и печать». В 1915 г. стал последовательным сторонником сибирского областничества, решающую роль сыграло празднование 80-летнего юбилея Г. Н. Потанина, которое имело широкий масштаб по всей Сибири.
После Февральской революции стремился самоопределиться в политическом отношении: придерживался демократических взглядов, но не разделял пораженческих взглядов. В июне-июле состоял в ПСР, но покинул её из-за невнимания к региональным нуждам Сибири, недостаточную критику большевизма и максимализма и помещения его самого в списке партийных кандидатов в члены Учредительного собрания на последнее, пятое место. Серебренников стал «чистым» областником, он стоял у истоков иркутской организации областников-автономистов вместе с К. В. Дубровским и И. А. Якушевым. Считал, что такая организация должна быть демократической, но внепартийной. Участвовал в первом Сибирском областном съезде (Томск, 8—17 окт.). В период выборов в Учредительное собрание иркутские областники пытались заключить союз с Бурнацкомом, затем блокировались с энесами, но депутатом никто из них не стал.
В январе 1918 г. был избран министром снабжения ВПАС, но узнал об этом только 13 июля и 17 июля получил подтверждение своего назначения уже со стороны ВСП. 26 июля прибыл в Омск и приступил к исполнению обязанностей, в том числе будучи заместителем Вологодского. Заместителем самого Серебренникова был М. А. Молодых, который взял на себя де-факто руководство министерством снабжения. Считая себя одновременно демократом, русским патриотом и областником, Серебренников готов был сотрудничать с реакционными силами ради восстановления российского великодержавия. Он примыкал к П. В. Вологодскому и И. А. Михайлову, которые совместно образовывали правую фракцию ВСП в противовес левой фракции (Вл. М. Крутовский, М. Б. Шатилов и Г. Б. Патушинский), ориентировавшейся на Сибирскую областную думу. Совместно с Михайловым он добился образования Административного совета как аппарата правительства и выступал против отставки А. Н. Гришина-Алмазова, которого прочили в диктаторы, с поста командующего Сибирской армией. Серебренников возглавлял делегацию ВСП на государственном совещании в Уфе, где он отстаивал объединение государства на условиях сохранения автономии Сибири.

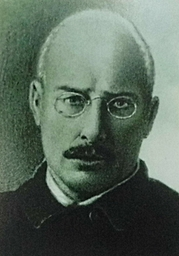

Во Временном Всероссийском правительстве сохранил свой пост. Поддержал приход к власти А. Колчака и сохранил пост министра далее в Российском правительстве, но в конце декабря министерства снабжения и продовольствия были объединены и Серебренников в связи с этим был отправлен в отставку по собственному прошению (он связывал свою отставку с интригами торгово-промышленных кругов, которые хотели иметь более лояльного министра). Оказавшись не у дел, Серебренников вернулся в Иркутск, где занялся научными исследованиями: работал в статистико-экономическом отделе Института исследования Сибири и совершил поезду в Забайкалье летом 1919 г. для изучения бурятского скотоводства. С сер. сентября по нач. декабря 1919 г. возглавлял осведомительный отдел Иркутского военного округа, выпускавшего оперативные сводки. 20 января 1920 г., после перехода власти в Иркутске от Политцентра к большевистскому военревкому, вместе с супругой покинул Иркутск в эшелоне Чехословацкого корпуса и уехал за рубеж. Сперва проживал в Харбине и Пекине, а в 1923 г. обосновался до конца жизни в Тяньцзине, где активно занимался наукой и литературой, поддерживал связи с областниками-эмигрантами, организовал книжные издательство и магазин, преподавал с супругой в местной русской гимназии и вёл культурно-просветительскую деятельность.

## Сочинения и научные труды
- «Красные» дни в Иркутске: [Очерки] / И. Серебренников // Сиб. вопросы. — 1907. — 9 авг. (№ 20). — С. 13-23; 19 авг. (№ 21). — С. 11-16; 25 авг. (№ 22). — С. 13-18; 31 авг. (№ 23). — С. 10-17; 16 сент. (№ 25). — С. 6-10; 23 сент. (№ 26). — С. 6-12; 30 сент. (№ 27). — С. 4-9; 8 окт. (№ 28). — С. 5-9. Публикация была посвящёна М. Е. Амосовой (см. № 20, с. 13). (О революционных событиях, происходивших в Иркутске в октябре — декабре 1905 г. и в начале января 1906 г.)
- Открытое письмо в редакцию «Сибирских вопросов» к редакторам и издателям сибирских газет / Е. Д. Пахоруков, И. И. Серебренников, Ц. Жамцарано // Сиб. вопросы. — 1907. — 3 июня (№ 12). — С. 31. (Авторы письма просили издателей и редакторов сибирских газет присылать экземпляры своих изданий в Императорскую Публичную библиотеку.)
- «Дни свободы» на севере Сибири: (К истории освободительного движения в Сибири) / И. Серебренников // Сиб. вопросы. — 1908. — 29 февр. (№ 8). — С. 31-36.
- О движении крестьян в Верхнеленском уезде и волнениях среди якутов в 1905 г.
- Заселённость Сибири русскими: [На основе материалов Первой Всероссийской переписи населения 1897 г.] / И. Серебренников // Сиб. вопросы. — 1908. — 23 февр. (№ 7). — С. 22-27: табл.
- Населённость Сибири и Средней Азии в 1908 г. / И. Серебренников // Сиб. вопросы. — 1908. — 16 марта (№ 10). — С. 26-29: табл.
- Половой состав русского и инородческого населения Сибири / И. Серебренников // Сиб. вопросы. — 1908. — 8 марта (№ 9). — С. 24-30: табл.
- Якуты по данным переписи 1897 г. / И. Серебренников // Сиб. вопросы. — 1908. — 22 авг. (№ 19-20). — С. 70-76: табл.
- Иркутск: (О судьбах Восточно-Сибирского отдела Императорского Русского Географического Общества): [Из отд. «Сибирские письма»] / И. Серебренников // Сиб. вопросы. — 1909. — 16 июня (№ 22). — С. 31-34.
- Посевная площадь и урожай хлебов в Иркутской губернии за десятилетие 1900—1909 года / И. И. С. // Изв. Вост.-Сиб. отд. Имп. Рус. Геогр. о-ва. — 1911. — Т. XLII. — С. 41-64: табл.
- Распространение слепоты среди сибирских инородцев / И. И. С. [И. И. Серебренников?] // Изв. Вост.-Сиб. отд. ИРГО. — 1911. — Т. 42. — С. 87-92. — Подпись: И. И. С.
- Записка об экономическом положении района железной дороги Иркутск — Жигалово (Устьилга), вероятном грузообороте этой ж/д и о продолжении её до г. Бодайбо: С прил. карты района вариантов ж.-д. от Сиб. магистрали на р. Лену / Иркутское городское обществ. упр. — Иркутск: Паровая тип. И. П. Казанцева, 1912. — 308 с., 1 л. карт.
- Иркутская губерния в изображении «Чертёжной книги Сибири» Семёна Ремезова / И. И. Серебренников // Сиб. архив. — 1913. — № 4. — С. 169—190.
  - То же: [отд. отт.]. — Иркутск: Электротип. «Т-ва Окунева», 1913. — 22 с.
- Война 1914 г. и её размеры: (Очерк). — Иркутск: Лекционная комис. при Вост.- Сиб. отд. ИРГО. — 1914. — 45 с.
- Инородцы Восточной Сибири, их состав и занятия: (Стат. очерк) / И. И. Серебренников // Изв. Вост.-Сиб. отд. Имп. Рус. Геогр. о-ва. — 1914. — Т. 43. — С. 121—168: табл.
- Покорение Иркутской губернии: (К истории Иркут. губ. и г. Иркутска): [изложено преимущественно по «Сиб. истории» Фишера 1774 г.] / И. Серебренников // Календарь-справочник по г. Иркутску и Иркутской губернии на 1914 / изд. В. Ф. Хардина и И. И. Серебренникова. — Иркутск, 1914. — С. 80-98; То же: [изложено преимущественно по Фишеру и Оглоблину: Доп. и испр.] / И. И. Серебренников; изд. В. Ф. Хардина. — Иркутск: паровая тип. И. П. Казанцева, 1914. — 80 с. — Под загл.: Покорение и первоначальное заселение Иркутской губернии: (материалы к истории Иркут. губ. и г. Иркутска); То же // Изв. Вост.-Сиб. отд. ИРГО. — 1915. — Т. 44.
- Памятники старинного деревянного зодчества в Иркутской губернии / Вост. Сиб. отд. ИРГО. — Иркутск: Паровая тип. И. П. Казанцева, 1915. — [2], 11 с., 10 л. фото, ил. — Библиогр. в примеч.
- Адрианов А. Литературные труды Д. А. Клеменса (1884—1910 гг.) / А. Адрианов, И. Серебренников // Изв. Вост.-Сиб. отд. ИРГО. — 1916 (1917). — Т. 45. — С. 273—312. — Библиогр.: 66 назв.; То же: [Отд. отт.]. — Иркутск, 1917. — 40 с. — (О творчестве известного революционера, сибирского учёного и общественного деятеля Д. А. Клеменца)
- О деятельности Д. А. Клеменца в Восточно-Сибирском отделе ИРГО // Изв. Вост.- Сиб. отд. ИРГО. — 1916. — Т. 45. — С. 140—211.
- Об автономии Сибири. — Иркутск: Коммерческая электротип., 1917. — 15 с. — (Б-ка сиб. областников-автономистов; [Вып.] 1). Текст доклада, прочитанного на первом общем собрании областников-автономистов в Иркутске 21 мая 1917 г.
- Инородческий вопрос в Сибири. — Иркутск: Коммерческая электротип. : Автономная Сибирь, 1917. — 16 с. — (Б-ка сиб. областников-автономистов; [Вып.] 2).
- Материалы к вопросу о состоянии скотоводства у бурят Иркутской губернии и Забайкальской области. — Харбин: Изд. Монгол. экспедиции по заготовке мяса для действующей армии, 1920. — 83 с.
- Материалы к вопросу о численности и составе скота в Сибири. — Харбин: Изд. Монгол. экспедиции по заготовке мяса для действующей армии, 1920.
- Программы обследования животноводства в Монголии: Экон. программа. — Харбин: Изд. Монгол. экспедиции по заготовке мяса для действующей армии, 1920.
- Сибиреведение: конспект лекций по сибиреведению, читанных на Кооп. курсах в Харбине в мае-июне 1920 г. — Харбин, 1920. — 210, III с.
- К характеристике быта линейных служащих Китайской Восточной ж.д. // Рус. обозрение (Пекин). — 1921. — № 5.
- Памяти Г. Н. Потанина // Там же. — 1921. — Дек.
- Албазинцы: Ист. очерк // Китайский благовестник (Пекин). — 1922. — № 1.
- Русский путеводитель по Пекину и его окрестностям: Изд. для туристов. Пекин, 1923.
- Буряты: их хозяйственный быт и землепользование. Т. 1 / Под ред. проф. Н. Н. Козьмина; [Бурят-Монгол. науч. общество имени Доржи Банзарова]. — Верхнеудинск: Бурят-Монгол. изд-во, 1925. — VIII, 226 с. Рец.: Карено // Сиб. огни. — 1925. — № 4-5. — С. 256. — Подпись: Карено.
- Новости сибиреведения // Вестник Азии (Харбин). — 1925. — № 52.
- Очерк экономической географии Китая // Вестник Азии (Харбин). — 1925. — Кн. 53. — С. 1-113.
- Бэйпин: Ист. справка // Гун-Бао (Харбин). — 1928. — № 267.
- Из пекинских легенд и рассказов // Вестн. рус. нац. общины (Тяньцзин). — 1928. — № 22.
- К пересмотру сибирских вопросов // Сибирь (Токио). — 1928. — Июнь. — На яп. яз.
- Китайские народные поверья // Вестник Маньчжурии (Харбин). — 1928. — № 4.
- Русские в китайских войсках: Ист. справка // Вестн. рус. нац. общины (Тяньцзин). — 1928. — № 2.
- Аборигены южного Китая // Вестн. Маньчжурии (Харбин). — 1929. — № 9.
- К вопросу о бюджетных исследованиях крестьянского населения Китая // Экон. бюл.: Прил. к журн. «Вестн. Маньчжурии». — 1929. — № 20.
- К характеристике перевязочных средств в Китае: (бытовые и экон. факторы) // Экон. бюл.: Прил. к журн. «Вестн. Маньчжурии». — 1929. — № 23-24.
- Экономическое положение Советской России // Япония и японцы (Токио). — 1929. — Нояб. — На яп. яз.
- В Храме неба: Рассказ // Слово (Шанхай). — 1930. — № 460.
- Возмездие: Рассказ из китайской жизни // Слово (Шанхай). — 1930. — № 472.
- Мифы и религиозный культ в Китае: поверья. Обычаи. Обряды // Вест. Маньчжурии (Харбин). — 1930. — № 4.
- На поле битвы: Рассказ из китайской жизни // Слово (Шанхай). — 1930. — № 448.
- Тихоокеанская проблема с экономической точки зрения // Вольная Сибирь (Прага). — 1930. — Т. 9.
- Блуждающие души: Рассказ // Слово: Ил. прил. к газ. (Шанхай). — 1931. — 17 мая.
- К сорокалетию Сибирской железной дороги // Слово (Шанхай). — 1931. — № 769.
- Красные пики: Рассказ // Слово (Шанхай). — 1931. — № 819.
- Проделки гуя: Рассказ // Слово (Шанхай). — 1931. — № 717.
- Outer Mongolia today // Foreign Affairs (New York). — 1931. — April.
- Из воспоминаний // Китайский благовестник (Пекин). — 1932. — № 2-3.
- Иркутская группа областников: Из воспоминаний // Слово: Рождественское ил. прил. к газ. (Шанхай). — 1932. — 18 дек.
- Сибирская реликвия в Пекине // Слово: Рождественское ил. прил. к газ. (Шанхай). — 1932. — 18 дек.
- Текущий китайский фольклор и китайские суеверия. — Тяньцзин: Знание, 1932.
- Albazinians // The China Journal (Shanghai). — 1932. — July.
- Strange Figures of Chinese Handicraft // Там же. — 1932. — September.
- Знамя Ермака // Слово (Шанхай). — 1933. — № 1339.
- О шаманизме в Китае // Парус (Шанхай). — 1933. — № 11.
- Русские интересы в Китае // Парус (Шанхай). — 1933. — № 17, 18.
- Четырнадцатая наложница. Рассказ из китайской жизни // Парус (Шанхай). — 1933. — № 10.
- Отвоеванное благополучие: Рассказ из китайской жизни // Там же.
- Funeral Money of China // Там же. — 1933. — April.
- Russian Investments in China: [Chapter XVIII] // Remer C. F. Forcing Investments of China / Prof. C.F. Remer. — New York, 1933.
- Transportation of wool on the Hang Но // Там же. — 1933. — September.
- Барон Унгерн: Опыт характеристики // Слово (Шанхай). — 1934. — № 1769.
- Смерть адмирала Колчака // Слово (Шанхай). — 1934. — 7 февр.
- The Siberian Autonomous movement and its Future // The Pacific Historical Review (Clendale, California). — 1934.
- Из сказок Азии // Феникс (Шанхай). — 1935. — № 12, 16, 20.
- О русских в Китае в XVIII и XIX столетиях // Феникс (Шанхай). — 1935. — № 10.
- О русских в Сибири и Аляске до Ермака // Слово (Шанхай). — 1935. — № 2144.
- В бирюльки: Из сибирских воспоминаний // Феникс (Шанхай). — 1936. — № 24.
- Великий отход: Рассеяние по Азии белых русских армий, 1919—1923. — Харбин, 1936. — 264 с.
- Китайские религиозные гимны // Вестник Китая (Тяньцзин). — 1936. — № 3.
- Мои воспоминания: [в 2 т.]. — Тяньцзин: [Наши знания?], 1937, 1940.
  - Т. 1: В революции, (1917—1919). — [Наши знания?], 1937. — 289 с.
  - Т. 2: В эмиграции, (1920—1924). — 1940. — 262 с. — В прил.: Серебренникова А. Н. Дорожные записки: с чехами от Иркутска до Харбина.
  - То же: [фрагменты] // Сиб. архив (Прага). — 1929. — Вып. 1. — С. 5-22. — Под загл.: К истории Сибирского правительства.
- Первый гонец в Китай: (Сиб. казак Иван Петлин) // Возрождение Азии (Тяньцзин). — 1938. — № 1820.
- Посольство к Алтын-Хану // Возрождение Азии (Тяньцзин). — 1938. — № 1830.
- Последний день последнего Императора династии Мин // Возрождение Азии (Тяньцзин). — 1938. — № 1837.
- Темучин // Возрождение Азии (Тяньцзин). — 1938. — № 1848.
- Первые русские синологии // Возрождение Азии (Тяньцзин). — 1938. — № 1854.
- Русские в гвардии китайских императоров // Новая заря (Харбин). — 1938. — 6 авг.
- Русские войска спасли иностранный Тяньцзин // Возрождение Азии (Тяньцзин). — 1938. — № 1857.
- Серебрянникова А. Н. Цветы китайской поэзии: Сб. стихотворений / А. Н. Серебрянникова, И. И. Серебрянников. — Тяньцзин: Изд. авторов, 1938.
- Абахай // Возрождение Азии (Харбин). — 1939. — № 2085.
- Памяти генерала Катанаева // Возрождение Азии (Харбин). — 1939. — № 2083.
- Поэзия Китая // Возрождение Азии (Харбин). — 1939. — № 2081.
- Старожил: Из тяньцзинской старины // Возрождение Азии (Харбин). — 1939. — № 2096.
- The Tanna-Tuva Republic // The China Journal (Shanghai). — 1939. — November.
- За ученьем в столицу: Из воспоминаний // Возрождение Азии (Харбин). — 1940. — № 2371.
- Из моих встреч с адмиралом Колчаком // Возрождение Азии (Харбин). — 1940. — № 2377.
- Из области военной статистики // Возрождение Азии (Харбин). — 1940. — № 2461.
- Иркутские купцы // Возрождение Азии (Харбин). — 1940. — № 2362.
- Китайский Новый год // Возрождение Азии (Харбин). — 1940. — № 2378.
- Конфуций // Возрождение Азии (Харбин). — 1940. — № 2467.
- Праздник Пятой Луны // Возрождение Азии (Харбин). — 1940. — № 2480.
- Пристанище Старого Гуляки: Из китайской прозы // Так же. — № 2369.
- Учение Конфуция // Возрождение Азии (Харбин). — 1940. — № 2477.
- К истории Азии. — Тяньцзин, 1941.